# Britanske podmornice klase B
Klasa B je oznaka za jedanaest podmornica koji je izradio Vickers u razdoblju od 1904. do 1906. Većina ih je kasnije korištena i u Prvom svjetskom ratu.

## Razvoj
Daljnji napredak u razvoju britanskih podmorničarskih projekata bila je klasa B. Naglasak u razvoju ove klase bio je stavljen na dva pravca: poboljšavanje podmorničkih odlika te životnih i radnih uvjeta u samoj podmornici. U odnosu na podmornice klase A, podmornice klase B bile su gotovo dvostruko većeg deplasmana. Izgradnja serije od jedanaest podmornica klase B započela je polaganjem kobilice podmornice B1 u svibnju 1904., koja je 25. listopada 1904. porinuta te završnom isporukom posljednje podmornice iz serije B11 - 11. srpnja 1906.

## Dizajn
Nastojanje britanskih konstruktora bilo je poboljšanje maritivnih sposobnosti i upravljivosti podmornica klase B, posebice u podvodnoj plovidbi. Ovo je bila prva klasa domaćih konstruiranih podmornica koja je bila opremljena dodatnim parom hidroplanskih površina (kormila dubine). U prvoj fazi hidroplanske površine bile su postavljene na bočnim stranama zapovjednog tornja da bi na kasnijim podmornicama bile premještene na bokove pramčanog dijela trupa. Najveći dio takvih ispitivanja obavljao se još na podmornici A7, ali se kasnije s istom praksom nastavilo i na podmornicama klase B. Unatoč vidljivim i značajnim poboljšanjima koja su tijekom dvije godine koliko je trajala izgradnja serije od 11 podmornica, primijenjena i ugrađena na klasu B, one su i nadalje zadržale i svoje velike nedostatke.
 Ponajprije se to odnosi na lošu unutrašnju konstrukciju bez vodonepropusnih pregrada i vrlo lošu ventilaciju. Brojčano stanje posade povećano je na 15 članova, ali u konstrukciju podmornice nisu bili uključeni strukturni tankovi pitke vode. Svoje potrebe za pitkom vodom posada je namirivala iz prijenosnog portabl-tanka zapremine 200 litara. Uvjeti života i rada na njima bili su takvi da je maksimalno trajanje zadaća bilo ograničeno na 3 dana zimi i 4 dana ljeti. Treba reći da su, iako još prilično jednostavne konstrukcije i siromašne opreme, podmornice ove klase bile značajan napredak u odnosu na klasu A. Ponajprije se to odnosi na skraćeno vrijeme potrebno za zaron, koje je smanjeno na samo 3-4 minute i kapacitet električne baterije koja je bila dizajnirana da izdrži 4 sata u plovidbi punim opterećenjem. Početkom 1910. godine na klasi B započeli su eksperimenti s bežičnom telegrafijom. Eksperimentalni uređaj ugrađen na podmornici B3 uspio je poslati poruku na udaljenost od 35 NM. Do početka 1914. godine sve podmornice klase B bile su opremljene jednostavnim bežičnim telegrafima snage 0,5 kW (koji su kasnije zamijenjeni jačim, od 1 kW) i dometa 30 NM.

## Povijest korištenja
Tijekom svog radnog vijeka podmornice klase B službovale su po pomorskim bazama, uglavnom u južnom dijelu Velike Britanije. Koristile su se isključivo za obalnu obranu i zaštitu pomorskih baza i uređenih sidrišta. Osim toga služile su za obuku i trenažu podmorničara. Nekoliko ih je sudjelovalo i u Prvom svjetskom ratu. Podmornica B2 potonula je 4. listopada 1912. nakon kolizije s američkim teretnim parobrodom SS America četiri milje ispred Dovera. Iste godine šest podmornica bilo je otegljeno i raspoređeno u britanskim pomorskim bazama u Mediteranu.
Najpoznatija zona operacija u kojoj su sudjelovale ove podmornice bila je u Dardanelima. Tamo je podmornica B11 13. prosinca 1914. torpedirala i potopila tursku laku krstaricu Messudieh od 9120 tona. Ulaskom Italije u rat 1915. godine podmornice iz Gibraltara i Malte bile su premještene u bazu u Veneciji, odakle su obavile 80 borbenih ophodnja. Najveći dio serije (B6 - B11) tijekom 1916. godine konvertiran je u ophodne čamce i pritom su dobile oznake od S6 do S11. Osim potonule podmornice B2 sve ostale su "preživjele" ratno doba, samo je S10 (bivša B10) potonula 1916. nakon austrijskog zračnog napada na vezište. Rashodovane su i prodane u staro željezo od 1919. do 1921. godine.